# ロシア陸軍の師団・旅団等一覧
ロシア陸軍の師団・旅団等一覧（ろしありくぐんのしだん・りょだんとういちらん）は、ロシア陸軍の師団及び旅団の一覧である。

## 師団

### 機関銃・砲兵師団
- 第18機関銃・砲兵師団

### 戦車師団
- 第4親衛戦車師団[1]（旧第4独立親衛戦車旅団)
- 第47戦車師団（旧第6独立戦車旅団）
- 第90親衛戦車師団（旧第7独立親衛戦車旅団及び第32独立自動車化狙撃旅団）

### 自動車化狙撃師団
- 第2親衛自動車化狙撃師団[2]（旧第5独立親衛自動車化狙撃旅団）
- 第3自動車化狙撃師団（旧第9独立自動車化狙撃旅団）
- 第19自動車化狙撃師団（旧第19独立自動車化狙撃旅団）
- 第20親衛自動車化狙撃師団 （旧第20独立親衛自動車化狙撃旅団）
- 第27親衛自動車化狙撃師団（旧第21独立親衛自動車化狙撃旅団）
- 第42親衛自動車化狙撃師団 （旧第18独立親衛自動車化狙撃旅団）
- 第127自動車化狙撃師団（旧第59独立自動車化狙撃旅団）
- 第144親衛自動車化狙撃師団 （旧第28独立自動車化狙撃旅団）
- 第150自動車化狙撃師団（旧第33独立自動車化狙撃旅団）

## 軍事基地
軍事基地は師団から旅団級の部隊で主にロシア国外に駐留する。
- 第4親衛軍事基地
- 第7軍事基地
- 第102軍事基地：2009年から2010年にかけて第73独立自動車化狙撃旅団
- 第201軍事基地

## 旅団
末尾に（予備）を付している旅団は、平時には基幹部隊と装備のみ維持し、戦時に完全編成に展開する予備旅団。

### 戦車旅団
- 第1独立戦車旅団（予備）
- 第5独立親衛戦車旅団

### 自動車化狙撃旅団
- 第4独立自動車化狙撃旅団（予備）
- 第7独立自動車化狙撃旅団
- 第8独立親衛自動車化狙撃旅団：BMP
- 第13独立自動車化狙撃旅団（予備）
- 第15独立親衛自動車化狙撃旅団
- 第17独立親衛自動車化狙撃旅団：MT-LBV
- 第23独立親衛自動車化狙撃旅団：BTR
- 第25独立親衛自動車化狙撃旅団
- 第27独立親衛自動車化狙撃旅団
- 第29独立自動車化狙撃旅団（予備）
- 第30独立親衛自動車化狙撃旅団
- 第32独立自動車化狙撃旅団：BTR
- 第34独立自動車化狙撃旅団：山岳歩兵
- 第35独立親衛自動車化狙撃旅団：BMP - 2022年ロシアのウクライナ侵攻において2S3アカーツィヤ 152mm自走榴弾砲によるチェルニーヒウへの非戦闘員砲撃により戦争犯罪に加担した疑いがもたれている。2月26日、旅団の編成のひとつの戦車部隊が破壊され、司令官レオニード・シュトキン少佐ほか兵士たちが捕虜となった[3]。8月8日、戦車兵ミハイル・クリコフはT72戦車からチェルニーヒウの高層ビルに対して砲撃したことにより、ウクライナで有罪判決を受けた[4][5]。
- 第36独立親衛自動車化狙撃旅団：BMP
- 第37独立親衛自動車化狙撃旅団：BMP
- 第38独立親衛自動車化狙撃旅団：BMP
- 第39独立自動車化狙撃旅団：MT-LBV
- 第55独立親衛自動車化狙撃旅団
- 第57独立親衛自動車化狙撃旅団：BMP
- 第60独立自動車化狙撃旅団：BMP
- 第64独立親衛自動車化狙撃旅団：BMP
- 第69独立援護旅団：BMP
- 第70独立自動車化狙撃旅団：MT-LBV
- 第72独立自動車化狙撃旅団
- 第74独立親衛自動車化狙撃旅団
- 第76独立自動車化狙撃旅団
- 第80独立自動車化狙撃旅団
- 第84独立自動車化狙撃旅団（予備）
- 第85独立自動車化狙撃旅団（予備）
- 第86独立自動車化狙撃旅団（予備）
- 第87独立自動車化狙撃旅団（予備）
- 第88独立自動車化狙撃旅団（予備）
- 第89独立自動車化狙撃旅団（予備）
- 第90独立自動車化狙撃旅団（予備）
- 第92独立自動車化狙撃旅団（予備）
- 第93独立自動車化狙撃旅団（予備）
- 第94独立自動車化狙撃旅団（予備）
- 第95独立自動車化狙撃旅団（予備）
- 第136独立親衛自動車化狙撃旅団
- 第138独立親衛自動車化狙撃旅団
- 第200独立自動車化狙撃旅団
- 第205独立自動車化狙撃旅団

### 特殊任務旅団
- 第2独立特殊任務旅団
- 第3独立親衛特殊任務旅団
- 第10独立特殊任務旅団
- 第14独立特殊任務旅団
- 第16独立特殊任務旅団
- 第22独立親衛特殊任務旅団
- 第24独立特殊任務旅団
- 第100独立偵察旅団

### ロケット・砲兵旅団
- 第9親衛砲兵旅団
- 第120砲兵旅団
- 第165砲兵旅団
- 第200親衛砲兵旅団[6]
- 第211親衛砲兵旅団
- 第214砲兵旅団
- 第227砲兵旅団
- 第236砲兵旅団
- 第273砲兵旅団
- 第291砲兵旅団
- 第305砲兵旅団
- 第385親衛砲兵旅団
- 第45大火力砲兵旅団
- 第79ロケット砲旅団
- 第232ロケット砲旅団
- 第338ロケット砲旅団
- 第439ロケット砲旅団
- 第1親衛ロケット旅団
- 第20親衛ロケット旅団
- 第26ロケット旅団
- 第50ロケット旅団
- 第92ロケット旅団
- 第103ロケット旅団
- 第107ロケット旅団
- 第112ロケット旅団
- 第114ロケット旅団
- 第119ロケット旅団
- 第448ロケット旅団

### 高射ミサイル旅団
- 第5高射ミサイル旅団
- 第8高射ミサイル旅団
- 第49高射ミサイル旅団
- 第53高射ミサイル旅団
- 第61高射ミサイル旅団
- 第67高射ミサイル旅団
- 第71（又は第109）高射ミサイル旅団
- 第102高射ミサイル旅団
- 第109高射ミサイル旅団
- 第140高射ミサイル旅団
- 第179高射ミサイル旅団
- 第202高射ミサイル旅団
- 第203高射ミサイル旅団
- 第297高射ミサイル旅団

### 工兵旅団
- 第316工兵旅団
- 第173架橋旅団

### 統制・通信旅団
- 第1統制旅団
- 第50独立通信旅団
- 第59独立通信旅団
- 第60統制旅団：部隊番号76736[7]。
- 第91統制旅団[8]
- 第95統制旅団
- 第101統制旅団：部隊番号38151[9]。
- 第104統制旅団：部隊番号16788[10]。
- 第105独立通信旅団
- 第106独立通信旅団
- 第111独立通信旅団
- 第119独立通信旅団
- 第132独立通信旅団
- 第175独立通信旅団
- 第176独立通信旅団
- 第179独立通信旅団

### SIGINT・電子戦旅団
- 第82独立特別任務偵察旅団
- 第40独立電波技術旅団
- 第70独立電波技術旅団
- 第76独立電波技術旅団
- 第92独立電波技術旅団
- 第131独立電波技術旅団
- 第154独立電波技術旅団

### 放射線・化学・生物学防護旅団
- 第16放射線・化学・生物学防護旅団
- 第21放射線・化学・生物学防護旅団
- 第27放射線・化学・生物学防護旅団
- 第29放射線・化学・生物学防護旅団

### 鉄道旅団
- 第29独立鉄道旅団：部隊番号33149[11]。

### その他
- ？物資保障旅団